# Feliks Horecki
Feliks Horecki, także Janowski (ur. prawdopodobnie 1 stycznia 1796 w Horyszowie Ruskim, zm. 6 października 1870 w Edynburgu) – polski gitarzysta, kompozytor i pedagog muzyczny.

## Życiorys
Nazywany był Sandomierzaninem, stąd przypuszczenie, że mógł pochodzić z Sandomierza. Około 1815 roku był pracownikiem Komisji Skarbu w Warszawie. Około 1818 roku wyjechał do Wiednia, gdzie został uczniem włoskiego gitarzysty Mauro Giulianiego. Udzielał lekcji gry na gitarze w domach wiedeńskiej arystokracji, w tym m.in. członkom rodziny Habsburgów. Na początku lat 20. XIX wieku odbył tournée koncertowe, przebywał we Frankfurcie nad Menem, skąd przez Paryż udał się do Londynu. Podczas pobytu w Anglii występował w duecie z austriackim gitarzystą Leonardem Schulzem. W Londynie miał wdać się w bójkę, na skutek której doznał kontuzji palca, uniemożliwiającej mu dalszą grę. Wówczas, pod nazwiskiem Janowski (Yanowski), wyjechał do Szkocji, gdzie popadł w problemy finansowe. Dzięki pomocy polskich emigrantów podjął pracę pedagogiczną, pisał też ćwiczenia gitarowe. Do grona jego uczniów należał Stanisław Ignacy Szczepanowski. Po ślubie ze swoją uczennicą Zofią Roberton wyjechał około 1834 roku do Dublina. Według niektórych źródeł po 1840 roku miał wrócić do Polski, gdzie przebywał do 1846 roku. W późniejszym okresie osiadł w Edynburgu, gdzie zmarł i został pochowany.
Skomponował ponad 150 utworów na gitarę solo i dwie gitary, z których większość wydał. Pisał polonezy, walce, lendlery, ronda i etiudy, napisał również kilka pieśni z towarzyszeniem gitary. Był też autorem transkrypcji popularnych melodii, m.in. pieśni i tematów operowych. Utwory Horeckiego były przedrukowywane w różnych zbiorach w Anglii i Niemczech.